# Holiday (Madonna-dal)
A Holiday című dal az amerikai énekesnő Madonna  harmadik kimásolt kislemeze a Madonna című stúdióalbumáról. A dalt a Sire Records 1983. szeptember 7-én jelentette meg. A dal remix változata szerepel az 1987-ben megjelent You Can Dance című remix válogatás lemezen, és a The Immaculate Collection (1990), és a 2009-ben megjelent Celebration című válogatáslemezeken is.
A dalt Curtis Hudson és Lisa Stevens írta, akik a Pure Energy együttes tagjai. A dalt John "Jellybean" Benitez producer ajánlotta fel Madonnának, és aki miután elfogadta a dalt, ő és Benitez elkezdtek dolgozni rajta. A dalhoz Fred Zarr zongorajátékát is hozzáadták, és így jelent meg.
A "Holiday" című dalban gitárjáték, elektronikus taps, szintetikus húros hangszerek hallatszanak, míg a dalszöveg az ünnepi vakáció általános érzelmeiről szól. A kritikusok általánosan elismerik a dalt, mely Madonna első mainstream slágere az Egyesült Államokban, a Billboard Hot 100-as listán a 16. helyre kerülve. A dal számos országban előkelő helyezést ért el, köztük Ausztráliában, Németországban, Írországban, Hollandiában, és az Egyesült Királyságban, ahol benne volt az első tízben. A dal Madonna legtöbb turnéján is elhangzott, és többnyire a show része volt. A dalt számos művész is feldolgozta, valamint több televíziós műsorban is hallható volt.

## Előzmények
A 25 éves Madonna 1983-ban megjelentette első albumát a Warner Bros. kiadónál, és együtt dolgozott Reggie Lucas-szal, miután a Sire Records engedélyezte az album felvételét számára az Everybody című debütáló dalának sikerét követően, amely híres klubslágerré vált. Ennek ellenére azonban nem volt elegendő anyag az albumra, és Lucas két új dalt hozott, és megkérték John "Jellybean" Benitezt, hogy a remixelje a rendelkezésre álló dalokat. Időközben Madonna társszerzője Stephen Bray eladta az "Ain't No Big Deal" című dalt egy kiadónak, akik Barracudának hívták magukat. Benitez hozott egy új dalt, melyet Curtis Hudson és Lisa Stevens írtak a Pure Energy együttesből. A "Holiday" című dalt Phyllis Hyman, Mary Wilson, és korábban a The Supremes is elutasították. Hudsont és Stevenst Benitez megkérdezte, hogy vannak-e dalaik, az akkor még ismeretlen Madonnának, és mivel a Prism kiadó nem akarta kiadni a dalt, így odaadták Beniteznek. A Pure Energy tagjai egy Blogcritics interjúban így emlékeztek a dalra:

"Tudtuk, hogy a dal mágikus erővel bír, de mivel mi nem tudtuk felvenni a dalt, azt reméltük, hogy olyasvalaki kezébe kerül, aki tud vele bánni. Jellybean megvásárolta a dalt, és megmutatta Phyllis Hymannek, és néhány más művésznek, de ők elutasították. A dal nem sokat hangzott el, és mindig azt reméltem, hogy egyszer eljuthatunk oda, hogy a Pure Energy felveszi a dalt".

Stevens emlékezett rá, hogy elkezdte játszani a "Holiday" kezdő akkordjait a billentyűzeten, de nem tudott tovább haladni. Hudson úgy érezte, hogy a zene valamiféle konstruktívhez vezethet, sürgette Stevens-t, hogy kísérletezzen egy héten keresztül, és végül a "Holiday, Celebrate!" refrénnel állt elő. A dalt inspirálta, hogy a rádióban nyomasztó híreket hallott, valamint lerövidítette a nyitó akkordokat, így gyakorlatilag 30 percen belül képes volt befejezni a dalt. A dal nagy részét Stevens írta, néhány változtatással, mint például a dalszövegben lévő "It would be so nice".

## Felvétel és összetétel

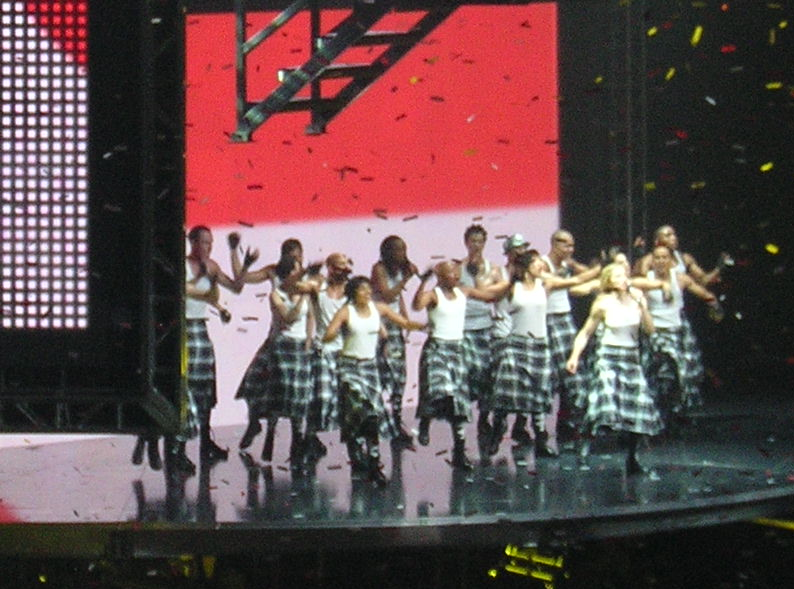
Madonna a "Holiday" előadása közben a Re-Invention World Turnén (2004)

Benitez és Madonna elküldték a demót barátjuknak Fred Zarrnak, hogy megváltoztassa a dal összetételét. Miután felvették Madonnával az éneket, Benitez négy napot töltött a dal felett, hogy megváltoztassa annak kereskedelmi vonzerejét, mivel az 1983-as kiadási dátumot a kiadó meghatározta. Benitez akkoriban még egyetlen dalt sem készített, de tisztában volt azzal, hogy miként lehet egy dalt rekonstruálni, és összerakni az egyes darabokat a stúdióban. Összeállította a hangzást, a zenészek felvették a saját részüket a dalhoz. Madonnát arra is megkérték, hogy lelkesen énekelje el a dalt. A dal befejezése előtt Madonna és Benitez találkoztak Zarral a Sigma Sound Stúdióban Manhattanben, hogy a dalhoz zongora részt is felvegyenek, valamint arra kérték Hudsont, hogy a funk részt gitárral vegyék fel.
A Pure Energy, akik szintén részt vettek a felvételen 1983 februárjában, elmondták, hogy a ritmusos részt egyetlen nap alatt elkészítették, mert nem akarták teljesen megváltoztatni a demo változatot. Kisebb változtatások így is történtek, mint például Hudson a LinnDrum dobgépet az Oberheim DMX digitális dobgépre cserélte. Az énekben is történtek változtatások. A Soul és Gospel énekeket Madonna "poppos" stílusára változtatták, de a dal továbbra is hű maradt az eredeti dallamhoz. A csapat nem kapott támogatást a "Holiday"-re, hiába mutatta be Benitez a dalt a Sire Recordsnak, ők kapcsolatban voltak Madonnával. Bár Hudson támogatást kért a dalra, mert úgy érezték, hogy a dal lehetőséget ad számukra, hogy hatékony dalszerzőként elismertek legyenek.
Zenei szempontból a "Holiday" egy dance-pop post-disco stílusú dal, melynek nincs meghatározott szerkezete. Az akkordszekvenciája Cyndi Lauper "Time After Time" (1984) című dalára emlékeztet. A dal 116 BPM / perc ütemű, és D-dúrban 6:07 perc hosszúságú. Madonna énektartománya B 3- tól C ♯ 5- ig terjed. A dal az akkord előrehaladtával G–A–Bm-je, amikor Madonna a refrénhez ér ("Holiday"), és ekkor megváltozik G–A–F♯m–G-re, a második szakasznál, mikor Madonna énekli, hogy "Celebrate!".
A dal előrehaladtával az instrumentális résznél gitár, elektronikusan generált taps, és Madonna által  játszott "kolomp" és szintetizátorok hallatszanak a dalban. A dalban ismétlődő progresszió van jelen. A dal vége felé változás történik, amikor megjelenik a zongora a dalban. Lírailag azt az érzést fejezi ki, hogy mindenkinek szüksége van nyaralásra a mindennapi életben. Benitez és Zarr közös produkciójában a "Holiday" felvételén szerepelt Raymond Hudson basszusgitáron, Bashiri Johnson ütőhangszeren, és Norma Jean Wright és Tina B. akik háttérénekesként voltak jelen.

## Megjelenések

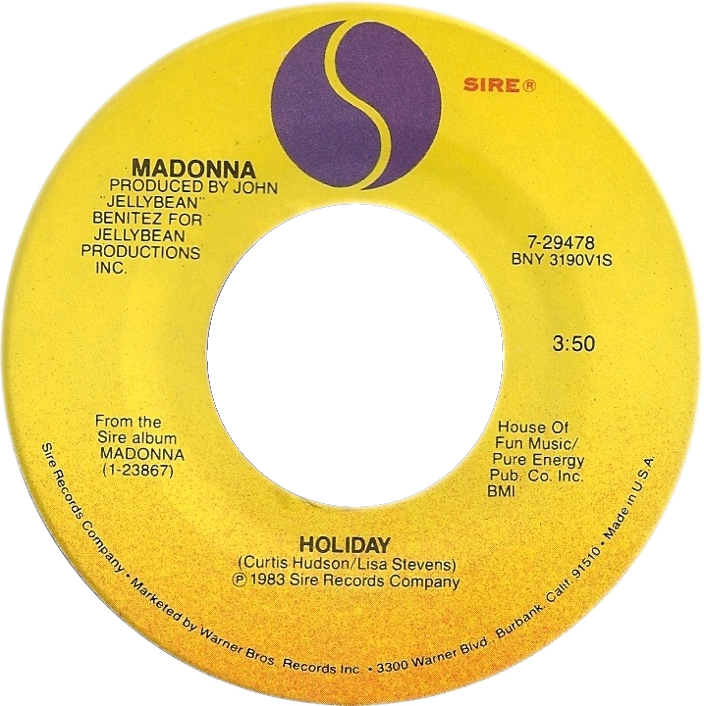
Madonna Holiday című kislemeze (US megjelenés)

Eredetileg úgy volt, hogy a dal a Lucky Star című kislemezen kerül kiadásra, így amikor az megjelent a "Holiday" az Egyesült Államokban, és elkezdték játszani a rádiók, majd sláger lett a dalból, a  Warner Bros. nem volt felkészülve arra, hogy a dal ekkora siker lesz, ezért nem készítettek hozzá videoklipet. Az eredeti angol kiadású kislemez borítóján nem szerepel Madonna képe, mivel a Sire kiadó nem akarta, hogy kiderüljön, hogy Madonna nem R&B művész. Ehelyett a borítón egy vasútállomás és egy gőzmozdony látható. A "Holiday" dub és groove változata felkerült az 1987-es You Can Dance című remix válogatás lemezre is, valamint szerepel az első Madonna válogatáslemezen is, az The Immaculate Collection címen remixelt rövidített változatban.
Az Egyesült Királyságban a dalt három alkalommal jelentették meg. Először 1984 januárjában, akkor a 6. helyezett volt a kislemezlistán, majd 1985 augusztusában, akkor a 2. helyezett volt. Első csak az "Into the Groove" kislemeze volt. 1991-ben újra kiadták a dalt a "The Immaculate Collection" népszerűsítésére limitált EP-n, mely a válogatás lemezről lemaradt dalokat tartalmazta. Ez a változat az 5. helyezés volt. Noha a dalt a greatest hits gyűjteményének népszerűsítése céljából jelentették meg, nem tartalmazza az album rövid remix változatát, hanem Madonna eredeti albumverzióját (1983). Az 1991-es kiadáshoz használt fényképet Steven Meisel készítette, melyet már korábban felhasználtak a Vogue Italia című lapban is. A dal a Just Dance 2 Wii videojátékban is szerepel.

## Kritikák
Rikky Rooksby a The Complete Guide to the Music of Madonna című könyvében megjegyezte, hogy a "Holiday" olyan fertőző volt, mint a pestis. Az első hallgatás után nem tudtad kiverni a fejedből. A dalt egy körhintához hasonlította, amely 6 percig csak folyamatosan forog és forog. Jim Farber az Entertainment Weeklytől megjegyezte, hogy a "Holiday" kielégíti az Atlanti-óceán mindkét partján lévő hallgatókat. A The Immaculate Collection album hallgatása közben David Browne az Entertainment Wekklytől azt mondta, hogy a "Holiday" egy bátor táncos megnyilvánulás volt, mely kiemelte a dal produkcióját.
Mary Cross Madonna életrajzi könyvében úgy írta le a dalt, hogy egy egyszerű dal, mely friss hangulatot áraszt. A szerző Lucky O'Brien leírta a könyvben, hogy Madonna olyan mint egy ikon, a dal pedig példája Madonna zenei feltörekvésének. Úgy gondolta, hogy a dal megerősíti zenei stílusát, pezsgő latin mély hangja, a ropogós  basszusok, húros hangszerek, Fred Zarr záró zongora riffjei segítségével a "Holiday" meggyőző slágerré vált, melynek feszültsége, ünnepi jellege Madonna játékos parancsai által megerősíti a dalt. Stephen Thomas az AllMusic-tól a dalt a Madonna album egyik legnagyszerűbb dalának írta le. A "The Immaculate Collection" hallgatása közben a dalt az egyik legnagyobb slágernek nevezte. Don Shewey a Rolling Stone magazinból azt nyilatkozta, hogy a dal egyszerű dalszövege megnyerően hangzik.

## Sikerek
A "Holiday" 1983. szeptember 7-én jelent meg, és ez lett Madonna első slágere az Egyesült Államokban. A dal a hálaadás napjától egészen karácsonyig maradt a slágerlistán. A dal 1983. október 29-én debütált a Billboard Hot 100-as listán a 88. helyen, majd 1984. január 28-án elérte a 16. helyezést, ahol 21 héten át volt listahelyezett. A dal nyolcadikként debütált a Hot Dance Club / Play listán 1983. november 2-án, és ez volt Madonna első No.1. dala a listán, és 5 hétig volt a slágerlistán. A dal felkerült a Hot R&B / Hip-Hop Songs listára is, ahol a 25. helyig sikerült jutnia, de itt is időzött, így 20 hétig volt helyezés. Kanadában a dal a 48. helyen debütált az RPM listán 1984. január 21-én  és as 39. helyig jutott. A dal újra slágerlistás lett 1984 márciusában, és a 45. helyre került, majd 32. lett áprilisban. A slágerlistán összesen 12 hétig volt jelen.
Az Egyesült Királyságban a "Holiday" 1984-ben jelent meg, és a 6. helyre került a brit kislemezlistán. Azonban az 1985-ös újra megjelenés, melyen a kislemez B. oldalára a "Think of Me" című dal került, újra slágerlistás helyezést ért el, így ekkor a 32. helyre került, majd a 2. lett. És ezzel új csúcspontot állított fel. A dalt saját "Into the Groove" című dala előzte meg, mellyel ez a dal lett az első, lekörözve a "Holiday"-t, miközben az tíz hétig volt helyezett. Az 1991-es újra megjelenés ismét slágerlistás helyezést eredményezett, és a dal az 5. helyezett lett a slágerlistán. A dal arany minősítést kapott a BPI által 1985 augusztusában, és a hivatalos adatok szerint a "Holiday 2017 augusztusáig 718.000 példányban kelt el. A dal Top 10-es helyezés volt Belgiuman, Hollandiában, Németországban, és Írországban. Franciaországban, Svédországban, és Svájcban pedig Top 40-es helyezett volt. A Music & Media magazin szerint a dal kb. 1.5 millió példányban kelt el 1985 szeptemberéig Európában.  Ausztráliában a Kent Music Report listáján az 5. helyezett volt, míg Új-Zélandon a 37. helyen debütált, majd a 7. helyre került.
2005-ben a CBS News interjúja során Madonna azt nyilatkozta Harry Smith-nek, hogy a "Holiday" a tíz kedvenc dalai között van, bár Smith emlékeztette, hogy a dal sokkal alacsonyabb helyezést ért el. A Pure Energy emlékezett arra, hogy a "Holiday" sikere pénzügyi segítséget nyújtott számukra, mert a jogdíjak segítették őket abban, hogy egy másik helyre költözzenek. Hudson szintén megerősítette, hogy a dal továbbra is pénzt hozott a számukra, és feltette a kérdést, hogy "Lehet élni egy slágerből?" Igen, lehet, ha megfelelő a sláger, és sikeres, mely egy egész életen át eltarthat. A zenekar azonban nem tudta megismételni a "Holiday" sikerét későbbi kiadásaikkal.

## Élő előadások

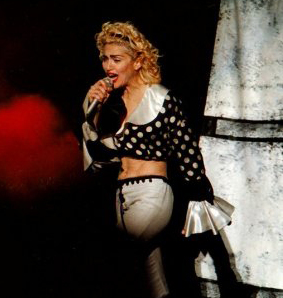
Madonna Holiday előadása a Blond Ambition World Turnén (1990)

Madonna szinte minden turnéján előadta a "Holiday"-t. A Virgin turnén, a Who's That Girl, Blond Ambition, The Girlie Show, Drowned World, Re-Invention, Sticky & Sweet turné és a Rebel Heart turné részeként. 1984-ben Madonna előadta a dalt az amerikai Dick Clark féle show-műsorban. Majd a dal bekerült az 1985-ös Virgin Turné előadásaiba is, ahol a második előadott dal volt a Holiday. Ugyanebben az évben Madonna részt vett a Live Aid jótékonysági koncerten Philadelphiában is, melyet júliusban tartottak.
Az 1987-es Who's That Girl turnén Madonna utolsó dalként adta elő a "Holiday" című dalt. Madonna előadta a dal energikus változatát, jelezve a dal témájának ünnepi és egészséges mivoltát. Kétszer énekelte a dalt utolsóként a koncert turnékon, és az előadás végén volt olyan is, hogy fésűt kért a közönségtől, hogy megigazítsa a haját. A "Ciao Italia: Live from Italy" turné videón melyet 1987. szeptember 4-én rögzítettek Torinoban, Olaszországban a Communale Stadionban. A Who's That Girl: Live in Japan turnét pedig 1987. június 22-én a Tokiói Korakuen Stadionban vették fel.
Az 1990-es Blond Ambition World turnén Madonna azt mondta: "Régi dalt akartam  előadni, csak úgy szórakozásból, de látom, hogy a "Holiday"-t mindenki egyformán szereti. Ezen kívül ez az egyetlen ritka dal, melyet csináltam, és nem érzem azt, hogy teljesen kinőttem a dalból".  Madonna az encore részeként pöttyös blúzban jelent meg a színpadon, melyhez megfelelő nadrágot vett fel, melynek alja fehér volt. A haja pedig összefogva lófarokba. A fellépő ruha a "My Fair Lady" című film ruhatárából származott, melyet Jean-Paul Gaultier tervezett. Három különböző előadás található a Blond Ambition: Japan Tour 90 VHS kiadásán, és a "Truth or Dare" című dokumentumfilmben, melynek felvételét használták fel zenei videóként annak reklámozására. Az előadás négy jelölést kapott. Az 1992-es MTV Video Music Awards kiosztón a "Legjobb női előadás", a "Legjobb dance video" , a Legjobb koreográfia video" és a "Legjobb mozgókép" kategóriában, de egyik kategóriában sem nyert.
Az 1993-as The Girlie Showban a dal alternatív változatát adta elő Madonna, a turné második és utolsó dalaként. A dalnak katonai témája volt. Az előadás közben Madonna abbahagyta a dal éneklését, és előadását, és táncosok jelentek meg katonai ruhában a közönség mellett. Az előadás erőteljes reakciót váltott ki Puerto Ricoban, amikor Madonna az előadás közben a lábai közé rakta a nemzeti zászlót. A 2001-es Drowned World turnén Madonna prémes kabátot, bársony fedorát, és testreszabott Dolce & Gabbama pólót viselt, amelyre elöl a "Mother" szó, hátul pedig a "F*cker" szó volt írva,  amely ezüst színű volt. Ezzel a demonstrációval a "gettós-lány" szerepét töltötte be, melyet a dal előadása céljából elfogadott a közönség.
A 2004-es Re-Invention turnén a dalt ismét záró számként adta elő Madonna. A "Holiday"  előadása törzsi érzést váltott ki a közönségben, mivel Madonna skót szoknyában adta elő a dalt. Az előadás azzal kezdődött, hgoy Madonna és táncosai táncoltak a színpad előtt, majd Madonna a színpad forgó részein haladt, és úgy énekelte a dalt, miközben konfetti hullott az fentről. Az előadást felkerült az "I'm Going to Tell You Secret" című live-albumra, és a dokumentumfilmbe is. Stephen Thomas Erlewine (AllMusic) az előadást eurotrash retro disco érzésnek írta le.
A dal elhangzott a 2008–2009-es Sticky & Sweet turnén is. Ezzel a dallal helyettesítették a "Heartbeat" című dalt a Hard Candy című albumról, mely tisztelgés volt Michael Jackson előtt, aki egy héttel a turné második szakaszának megkezdése előtt hunyt el. Amint Madonna elkezdte énekelni a dalt, a fiatal Jackson képe jelent meg a kivetítőn, melyet egy Jackson imitátor követ, és Jackson stílusú ruhát visel a színpadon. Ezután egy összeállításban felcsendült a Billie Jean és a "Wanna Be Startin' Somethin'" című dalok, miközben Jackson utánzó mozdulatai elevenedtek meg a színpadon az imitátor előadásában. Madonna tapsolt, miközben a kivetítőn Jackson képei elevenedtek meg különböző korszakokból. Az előadás után Madonna azt mondta a közönségnek: "Soha ne felejtsük el a világ legnagyobb művészét, akit a világ valaha is megismert". Ekkor a tömeg tapsviharban tört ki.
2012-ben Madonna előadta a dalt a The MDNA Tour néhány fellépésén. A szám a Rebel Heart Tour záró dala volt, és tartalmazott egy Bob James feldolgozást is, a "Take Me to the Mardi Gras" című dalt. A dalt Madonna az ország zászlaja alatt adta elő, miközben kilép a színpadról, és egy hevederrel egy kötélen lebeg. Az előadás szerepel Madonna koncertalbumán is, melyet Sydneyben rögzítettek, és 2017 szeptemberében jelentettek meg.

## Feldolgozások
A brit szinti-pop együttes Heaven 17 a dalt 1999-ben megjelentette a "Virgin Voices Vol. 1.: A Tribute To Madonna" című válogatás lemezükön. 2002-ben a Mad'House vette fel a dal klub feldolgozását az "Absolutely Mad" című albumukra. A Girl Authority a dalt 2007-ben dolgozta fel, majd megjelentette "Road Trip" című albumukon. 1986-ban a holland rap duó MC Miker G & DJ Swen jelentette meg a dalt "Holiday Rap" címmel, melynek a zenei alapját az eredeti Madonna dal adta. A dal sikeres volt, és slágerlistás helyezést is elért, valamint sikeres volt Franciaországban, Hollandiában, Svájcban, valamint benne volt az első tíz helyezett között Ausztriában, Norvégiában, és az Egyesült Királyságban, valamint Svédországban is. A dal zenei alapjait felhasználta 2000-ben a The Avalanches csapat is, mely "Since I Left You" című albumukon szerepelt. A dalt felhasználták továbbá a "Stay Another Season" és a "Little Journey" című dalokban is.
A dalt felhasználták a Will és Grace "He's  Hot" című részében is, amely magában foglalja Madonna hangmintáit is. A dal az összes instrumentális részt, valamint az eredeti dal hangmintáit használja. A dal elhangzott még a kanadai Degrassi: The Next Generation című drámájában, mely arról ismert, hogy egyes részeket a 80-as évek slágerei után neveztek el. A második epizódot "Holiday"-nek neveztek el. 2006-ban a kritikusok a dalt nagymértékben hasonlították Jessica Simpson "A Public Affair" című dalához. Mikor a dalt elkezdték kritizálni, Simpson azt nyilatkozta az MTV-nek: "Azt hiszem az emberek hallanak valamit a dalban, amit Madonna tett. Nem feldolgozást akartam csinálni, de a dal befolyásolt, és amit tett, az még mindig aktuális. 2008-ban a "Holiday" megjelent a Karaoke Revolution Presents: American Idol Encore videójátékban.  Kelis gyakran készít mash-uppokat, így élőben előadta a "Milkshake" című dalát a "Holiday"-vel keverve 2003-ban. A dalból egy részlet megjelent a Fecsegő tipegők – A vadon szaga című filmben is, amikor a család körutazásra megy című részben.

## Számlista
| - US / EU 7" single 1. "Holiday" (7" Version/Edit) – 4:10 2. "I Know It" – 3:45 - EU 12" single 1. "Holiday" (Album Version) – 6:07 2. "I Know It" – 3:45 - UK 7" single 1. "Holiday" (7" Version/Edit) – 4:10 2. "Think of Me" – 4:55 - UK 12" single 1. "Holiday" (Album Version) – 6:07 2. "Think of Me" – 4:53 - UK 7" / 12" picture disc / Cassette single (1991) 1. "Holiday" (7" Edit) – 4:10 2. "True Blue" (album version) – 4:17 | - UK 12" single (1991) 1. "Holiday" (album version) – 6:09 2. "Where's the Party" (You Can Dance remix edit) – 4:22 3. "Everybody" (You Can Dance remix edit) – 4:57 - UK cassette / The Holiday Collection (1991) 1. "Holiday" (album version) – 6:09 2. "True Blue" (album version) – 4:17 3. "Who’s That Girl" (album version) – 3:58 4. "Causing a Commotion" (Silver Screen Single Mix) – 4:06 - Németország 12" / CD / UK CD single (1995) 1. "Holiday" – 6:07 2. "Lucky Star" – 5:37 |

## Slágerlista
| Slágerlista (1983–85)                                 | Legjobb helyezések |
| ----------------------------------------------------- | ------------------ |
| Australia (Kent Music Report)                         | 4                  |
| Belgium (Ultratop 50 Flanders)                        | 6                  |
| Kanada Top Singles (RPM)                              | 32                 |
| Franciaország (Single Top 100)                        | 37                 |
| Németország (Media Control Charts)                    | 9                  |
| Hollandia (Single Top 100)                            | 7                  |
| Új-Zéland (Recorded Music NZ)                         | 7                  |
| Svédország (Sverigetopplistan)                        | 20                 |
| Svájc (Schweizer Hitparade)                           | 18                 |
| Egyesült Királyság (UK Singles Chart)                 | 6                  |
| Egyesült Királyság (UK Singles Chart) 1985 Re-Release | 2                  |
| Egyesült Királyság (UK Singles Chart) 1991 Re-Release | 5                  |
| US Billboard Hot 100                                  | 16                 |
| US Hot Dance Club Songs (Billboard) with "Lucky Star" | 1                  |
| US Hot R&B/Hip-Hop Songs (Billboard)                  | 25                 |
| Zimbabwe (ZIMA) 1991 Release                          | 1                  |

| Slágerlista (1984)                                | Helyezések |
| ------------------------------------------------- | ---------- |
| Australia (Kent Music Report)                     | 33         |
| Germany (Official German Charts)                  | 74         |
| US Billboard Hot 100                              | 79         |
| US Dance Club Songs (Billboard) with "Lucky Star" | 25         |